# チャック・トック・イチャーク1世

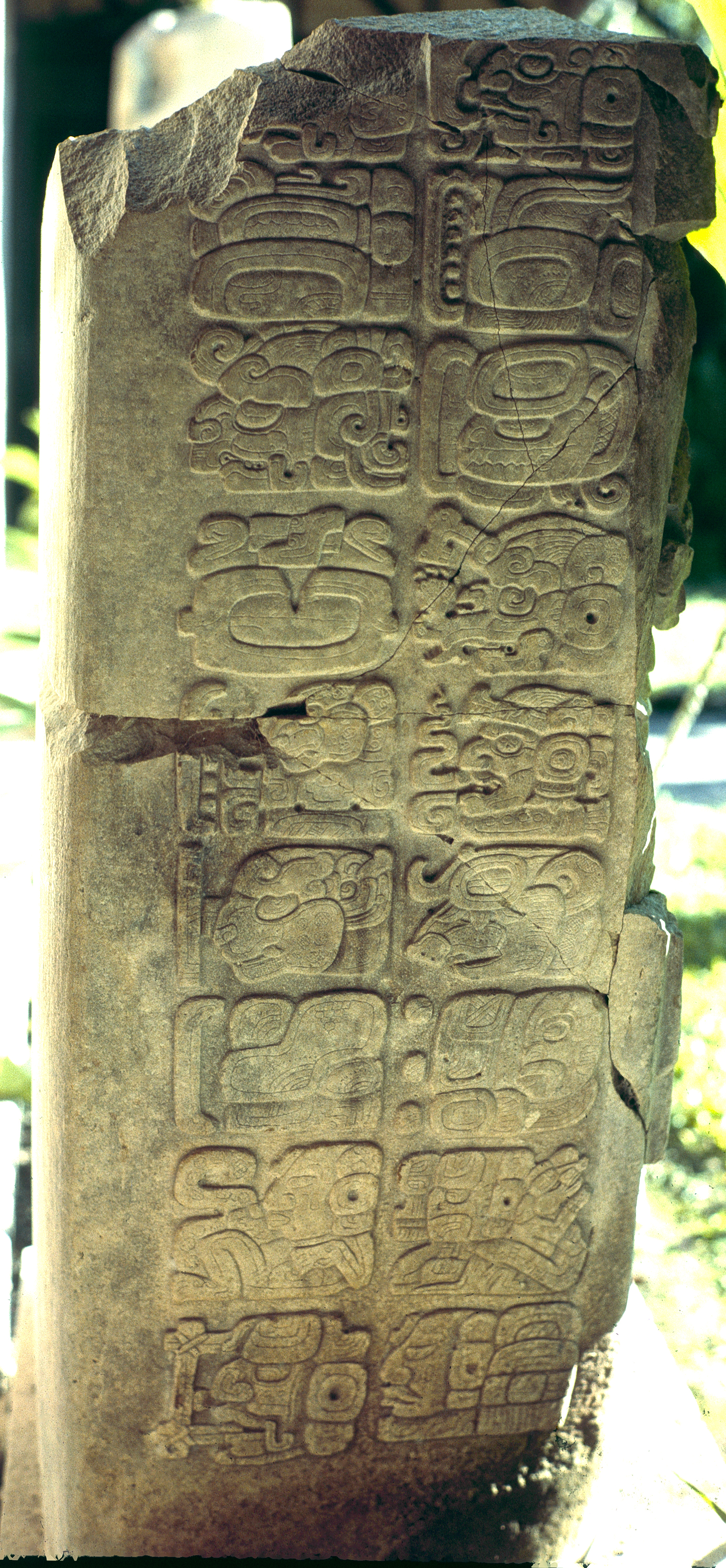
チャック・トック・イチャーク1世の名の記されたティカルの石碑

チャック・トック・イチャーク1世（Chak Tok Ich'aak I、378年1月16日没）、通称「大ジャガーの前足」はマヤ文明のムタル（現在ではティカルとして知られる）の14代目の王。ティカルの王の中でもよく知られており、彼の名は多数の陶器片や石碑に記録され、石碑2は彼に捧げられたものである可能性がある。
石碑39は376年にカトゥンの終わりを記念して作られたものであるが、そこにはこの王が縛られた捕虜の前に立っている様子が描かれている。
彼の宮殿は異例なことに、後世の統治者によって建て替えられることがなく、何百年もの間彼を称えるための記念碑の役目を持って修復され続けていた。ティカルの石碑31の記録によれば彼が死んだのはシヤフ・カックがティカルを攻略したのと同日であり、おそらくはテオティワカンの征服者に殺されたものとみられる。